# Srđan Srdić
Srđan Srdić (Kikinda, 3. studenoga 1977.) srpski je romanopisac, autor kratkih priča, esejist i predavač kreativnog pisanja. Objavio je dva romana, dvije zbirke priča i knjigu eseja. Kao autor ili urednik objavljivao je tekstove u nekoliko antologija kratkih priča i mnogobrojnim književnim časopisima.

## Obrazovanje
Nakon završene srednje glazbene škole Srdić je diplomirao na Katedri za opću književnost i teoriju književnosti na Filološkom fakultetu Sveučilišta u Beogradu, gdje se trenutno nalazi na doktorskom studiju i piše tezu o implementaciji teorija istine i teorija fikcionalnih svjetova na prozu Jonathana Swifta.

## Karijera
Godine 2007., dok je radio kao gimnazijski profesor, osvojio je prvu nagradu za kratku priču na natječaju časopisa Ulaznica. Godine 2009. osvojio je nagradu Laza Lazarević. Sljedeće godine dodijeljena mu je stipendija Fondacije Borislav Pekić (Pekić je, sasvim slučajno, jedan od Srdićevih literarnih uzora) za sinopsis zbirke priča.
Od 2008. do 2011. Srdić se nalazio na mjestu glavnog urednika međunarodnog festivala kratke priče Kikinda Short, a na to se mjesto vratio u rujnu 2015.

## Zajednički jezik
Potpisnik je Deklaracije o zajedničkom jeziku, u kojoj se tvrdi da se u Hrvatskoj, Bosni i Hercegovini, Srbiji i Crnoj Gori govore nacionalne standardne varijante zajedničkog policentričnog standardnog jezika.

### Mrtvo polje
Srdić je 2010. objavio svoju prvu knjigu, road horror roman Mrtvo polje, koji dobiva niz pozitivnih kritika i koji se našao u nekoliko užih izbora za prestižne literarne nagrade u Srbiji (NIN, Vital, Borisav Stanković), a nominiran je i za regionalnu nagradu Meša Selimović. Roman je hvaljen zbog specifične upotrebe jezika i zbog pronalaženja stilističkih i formalnih sredstava neophodnih za bavljenje odabranom tematikom, upotrebom kako modernističkih (nerijetke su bile usporedbe s romanom Uliks Jamesa Joycea), tako i postmodernističkih tehnika, čestih izmjena perspektive i registra.
Radnja romana smještena je u godinu 1993. i prati nekoliko isprepletenih linija priče. Pablo i Paolo putuju iz Beograda u Kikindu da bi izbjegli mobilizaciju, prvi pod utjecajem aktualnih nasilnih ideologija, dok ga drugi u tome besciljno slijedi. Stela se nalazi na istom putu, ali kreće iz suprotnog smjera, praćena kvazipsihopatskim kapetanom, u čijoj se karakterizaciji može ustanoviti utjecaj Cormaca McCarthyja. Po Srdićevim riječima roman je zasnovan na principima antičke tragedije, što je očigledno nakon raspleta, koji obilježavaju neizbježna smrt i incest. Tragično se nalazi "unutar konteksta, a ne u likovima."
Kao i svi Srdićevi tekstovi roman se zasniva na obimnoj intertekstualnosti, uključujući, pored već spomenutih, veze s autorima kao što su Jerzy Kosiński, William Faulkner, Georges Bataille i s bendovima kao što su Godflesh, Khanate itd. Također, roman sadrži izdvojenu diskografiju i videografiju. 
-->

### Espirando
Knjiga Espirando: Pesme na smrt sastoji se od devet priča, koje svaka na svoj način tretiraju temu smrti (umiranje, posljedice smrti...). Tiskana 2011., knjiga je dobila nagradu Biljana Jovanović i međunarodnu nagradu Edo Budiša, kao i izuzetno pozitivne kritike, koje ističu eliptičan i formalno difuzan pristup jeziku, s paletom pripovjedačkih glasova, koji se kreće od konvencionalnog prvog lica do razuzdane polifonije, i uspjele jezične re-prezentacije graničnih situacija u kojima se likovi nalaze - oplakivanja, nasilja, bolesti, seksualne čežnje, samoubojstva, "zastrašujuće banalnosti".
Zbirka sadrži brojne intertekstualne veze, snažan utjecaj Samuela Becketta u likovima "koji su u potpunosti suprotstavljeni svijetu", pastiširanu Faulknerovu priču Ruža za Emiliju, citate Perryja Farrella, priču Zozobra, čije ime Srdić preuzima od američkog avangardnog muzičkog sastava Old Man Gloom, priču Medicine inspirisanu pjesmom benda Jesu, reference na djela Thomasa Manna, Henrija Michauxa, Michela Houellebecqa.
Svih devet priča ranije je objavljeno u književnim časopisima u Srbiji i Hrvatskoj. Ukrajinski prijevod knjige objavljen je 2013. Engleski prijevod priče Sivo, sumorno nešto objavljen je u časopisu The Ofi Press Magazine iz Mexico Cityja, dok su Komarci prevedeni na albanski i tiskani u antologiji kratke priče Iz Beograda, s ljubavlju (Nga Beogradi, me dashuri ). Srdićeve priče također su prevođene na rumunjski, mađarski i poljski jezik.

### Satori
Srdićev drugi roman, Satori, tiskan je 2013. To je prva Srdićeva knjiga koju je objavila nakladnička kuća KrR (Književna radionica Rašić). Srdić je završio tekst romana u siječnju 2013., tijekom rezidencijalnog boravka u Hrvatskoj, u Kući za pisce u Pazinu. Stipendijski boravak bio je dio nagrade Edo Budiša, koju je Srdić dobio za zbirku priča Espirando. Kritika je radnju romana smjestila u postsvijet, uzimajući u obzir uvodne citate iz poststrukturalističkih tekstova Rolanda Barthesa, Jean-Françoisa Lyotarda, ali i škotskog postrock benda Mogwai. Narator u romanu, Vozač, radiovoditelj koji nikada nije imao vozačku dozvolu, napušta vlastitu obitelj i pješice kreće na putovanje svojstveno junacima bildungsromana. Vozač izlazi iz grada, prisjećajući se i susrećući s ljudima s društvenog ruba, pružajući iščašenu, naizgled neusklađenu pripovijest, obilježenu osjećanjem solipsističkog užasa izloženog kroz jezik likova. "Ovo nije knjiga ni o čemu, već knjiga o ničemu." Roman se također bavi pitanjima banalnosti i strahom od slobode, uz fokus na Vozačev kontakt s vojskom, posredno ukazujući na posljedice ratnih zločina ("postojanje PTSP-a kod onih koji nisu direktno sudjelovali u ratu”
.
U romanu se javljaju stranice citata iz Gončarovljeva romana Oblomov, Flaubertova Sentimentalnog odgoja, kao i intervju s liderom benda Kayo Dot, stihovi kompozicije The Dead Flag Blues kanadskog postrock sastava Godspeed You! Black Emperor i navodi iz animiranog filma Stripy. Iako ima elemente bildungsromana i road romana, Srdić je o knjizi govorio kao o antibildungsromanu, s centralnim junakom koji ne saznaje ništa i ne stiže nigdje.
Satori je hvaljen kao tekst Srdićeva daljnjeg napredovanja, posebno uočljivog u ironijskoj distanci nedovoljno izraženoj u njegovim ranijim djelima, kao i zbog pružanja novih mogućnosti čitanja kroz citate, kako Srdićeva teksta, tako i citiranih tekstova. Nešto dvosmisleniji kritičari, i pored isticanja Srdićevih pripovjedačkih vrlina i značaja, iznosili su određenu skepsu prema namjernoj nehotičnosti i nedovoljnoj prisutnosti značenja.
Roman Satori 2015. objavljen je u Ukrajini u prijevodu Alle Tatarenko.

### Sagorevanja
Sagorevanja, Srdićeva druga zbirka priča, tiskana je u svibnju 2014. I ovu je knjigu objavila nakladnička kuća KrR (Književna radionica Rašić). U knjizi se ponovo nalazi devet priča, koje na različite narativne načine tretiraju problem identiteta. Za sinopsis Sagorevanja Srdić je nagrađen stipendijom Fondacije Borislav Pekić.
Književni kritičar Vladimir Arsenić, svrstavajući Srdića u red najznačajnijih postjugoslovenskih pisaca, naglašava jezičku brižljivost, kao i nove domete Srdićeva postupka, primjetne u priči O vratima, koju smatra genijalnom. Mirnes Sokolović kritički se odnosi prema knjizi. Ne dovodeći u pitanje Srdićev značaj, on pojedine priče ocjenjuje kao neuvjerljive, dok priču Summertime smatra najboljim momentom zbirke. Srđan Srdić opisuje Sagorevanja kao radikalnu i beskompromisnu knjigu namijenjenu kompetentnijim čitateljima, koja "predstavlja značajan doprinos srpskoj pripovjedačkoj umjetnosti".
Pet priča iz Sagorevanja objavljeno je u američkim i škotskim književnim časopisima u prijevodu Nataše Miljković.

### Zapisi iz čitanja
Prva Srdićeva zbirka eseja objavljena je 2014. pod nazivom Zapisi iz čitanja. Srdićev urednik Ivan Radosavljević u pogovoru za ovu knjigu navodi kako će sedam u njoj tiskanih eseja "s jedne strane, privući čitaoce koje zanimaju teme kojima se Srdić ovde bavi, a s druge strane, privući će one čitaoce koje ovaj autor zanima kao pripovjedač i romanopisac, zahvaljujući tome što pruža osobene uvide u njegov intelektualni i umjetnički habitus."
Zapisi iz čitanja naišli su na odličnu recepciju. U izrazito pozitivnom prikazu knjige Dragan Babić iznosi stav da je Srdić "više od poštovaoca" autora o kojima piše te da je njihov "odličan tumač".
Fotografiju za korice Zapisa iz čitanja namjenski je uradio američki avangardni muzičar Alan Dubin, čije je stihove Srdić navodio u Sagorevanjima i Mrtvom polju.

## Ostali utjecaji
Srdić također ističe kako su David Foster Wallace, Don DeLillo, Ivo Andrić, Yukio Mishima, roman Korekcije Jonathana Franzena, Roberto Bolaño, Louis-Ferdinand Céline, Thomas Bernhard, Milan Oklopdžić i Mihail Bulgakov izuzetno značajni za njegovo čitateljsko i spisateljsko iskustvo.

### Romani
- Mrtvo polje. Beograd: Stubovi kulture. 2010., 287 str., ISBN 978-86-7979-308-9
- Satori. Beograd: Književna radionica Rašić. 2013., 215 str., ISBN 978-86-6351-000-5

### Zbirke priča
- Espirando. Beograd: Stubovi kulture. 2011., 181 str., ISBN 978-86-7979-346-1
- Sagorevanja. Beograd: Književna radionica Rašić. 2014. str. 169. ISBN 978-86-6351-006-7

### Zbirke eseja
- Zapisi iz čitanja. Novi Sad: Kulturni centar Novog Sada. 2014. str. 162. ISBN 978-86-7931-395-9.

### Antologije
- Da sam Šejn. Zagreb: Konzor. 2007. str. 229-234. ISBN 978-953-224-201-0
- Kikinda Short 3.0. Kikinda: Narodna biblioteka "Jovan Popović". 2009.- urednik ISBN 978-86-7378-031-3
- Kikinda Short 04. Kikinda: Narodna biblioteka "Jovan Popović". 2010. - urednik ISBN 978-86-7378-033-7
- Kikinda Short 05 Kikinda: Narodna biblioteka "Jovan Popović".2011. - urednik ISBN 978-86-914515-0-9
- Nga Beogradi, me dashuri. Priština: MM. 2011. str. 155-172. ISBN 978-9951-516-05-1
- Izvan koridora. Zagreb: V.B.Z. d.o.o. 2011. str. 151-159. ISBN 978-9940-9215-6-9
- U znaku vampira: muške priče o krvopijama. Beograd: Paladin. 2012. str. 96-105. ISBN 978-86-87701-20-5
- Pucanja: izbor iz mlade srpske proze. Beograd: Službeni glasnik. 2012. ISBN 978-86-519-1536-2
- Putnik sa dalekog neba: Miloš Crnjanski u priči. Beograd: Laguna. 2013. str. 339-348. ISBN 978-86-521-1301-9
- Nova srpska pripovetka. Beograd: Paladin. 2013. str. 462-470. ISBN 978-86-87701-37-3
- Gavrilov princip: priče o sarajevskom atentatu. Beograd: Laguna. 2014. str. 115-129. ISBN 978-86-521-1551-8

## Vanjske poveznice
- Srđan Srdić Goodreads
- "Priča o tome kako su se pomirili I.I. i I.N." prijevod na engleski jezik
- "Summertime" prijevod na engleski jezik  Arhivirana inačica izvorne stranice od 22. studenoga 2015. (Wayback Machine)
- "Laku noć, kapetane" prijevod na engleski jezik
- "Sivo, sumorno nešto" prijevod na engleski jezik  Arhivirana inačica izvorne stranice od 29. listopada 2013. (Wayback Machine)
- Službena stranica nakladničke kuće Književna radionica Rašić"  Arhivirana inačica izvorne stranice od 27. travnja 2020. (Wayback Machine)
- Službena stranica nakladničke kuće Stubovi kulture"  Arhivirana inačica izvorne stranice od 3. ožujka 2016. (Wayback Machine)